# Franco Nenci
Franco Nenci (Livorno, 27 gennaio 1935 – Livorno, 15 maggio 2020) è stato un pugile italiano, e poi allenatore di pugilato, che ha partecipato alle Olimpiadi di Melbourne del 1956 vincendo la medaglia d'argento nella categoria dei pesi superleggeri.

## Biografia

### Carriera amatoriale
Giovanissimo inizia a lavorare al porto e a frequentare la palestra di pugilato della città, l'Associazione Pugilistica Livornese (APL), a quei tempi situata presso il Mercato Centrale. Si dimostra presto un pugile abile, dotato di qualità tecniche e di rapidità di esecuzione.
Inizia la sua carriera dilettantistica all'età di 17 anni, e con Mario Sitri come sparring partner, si qualifica per i giochi Olimpici di Melbourne 1956, in Australia, nei pesi superleggeri.
Nenci esordisce il 24 novembre, battendo il pakistano Rehmat Gul per KO alla 3ª ripresa; vince poi ai punti contro il tedesco Willi Roth, e poi ancora contro l'argentino Antonio Marcilla e il rumeno Constantin Dumitrescu. Nella finale olimpica incontra il pugile dell'Unione Sovietica Vladimir Engibarjan, già campione europeo assoluto di Varsavia nel 1953. Con Engibarjan, Nenci è sconfitto ai punti, dopo che l'arbitro e giudice unico statunitense decide inaspettatamente a favore del russo. È medaglia d'argento olimpica dei pesi superleggeri.

### Carriera da professionista
Negli anni seguenti inizia la carriera da professionista che lo porta in pochi anni a combattere a Istanbul contro Garbis Zakaryan, a Madrid, a Tunisi contro Omrane Sadok, a Roma contro il campione italiano Domenico Tiberia, e a Ginevra contro Epiphane Akono, nel quale va al tappeto per tre volte, rialzandosi e conquistando alla fine un pari ai punti. Vince anche con Charley Douglas a Livorno.
Il suo unico tentativo di conquistare il titolo italiano dei pesi welter si infrange, a Torino, il 3 aprile 1964, sotto i pugni di Fortunato Manca, per Kot al 7º round.
Conclude la carriera nel 1967 a Senigallia, con una vittoria su Domenico Belvederesi.
Il suo record è di 36 vittorie (3 per KO), 8 pari e 13 (8 per KO) sconfitte per un totale di 57 incontri disputati da professionista.
Successivamente è divenuto allenatore.